# 派克沃特方庭
派克沃特方庭（Peckwater Quadrangle）是英国牛津牛津大学基督堂学院的一个方庭。它位于中世纪派克沃特家族经营的客栈的旧址，1246年赠给圣福德维修道院。这些建筑，包括图书馆，都兴建于18世纪，采用了当时流行的古典风格。一楼的房间由于大小合适，橡木镶板和高高的天花板，特别受学生的欢迎，最大的房间是在这些建筑物的角落。

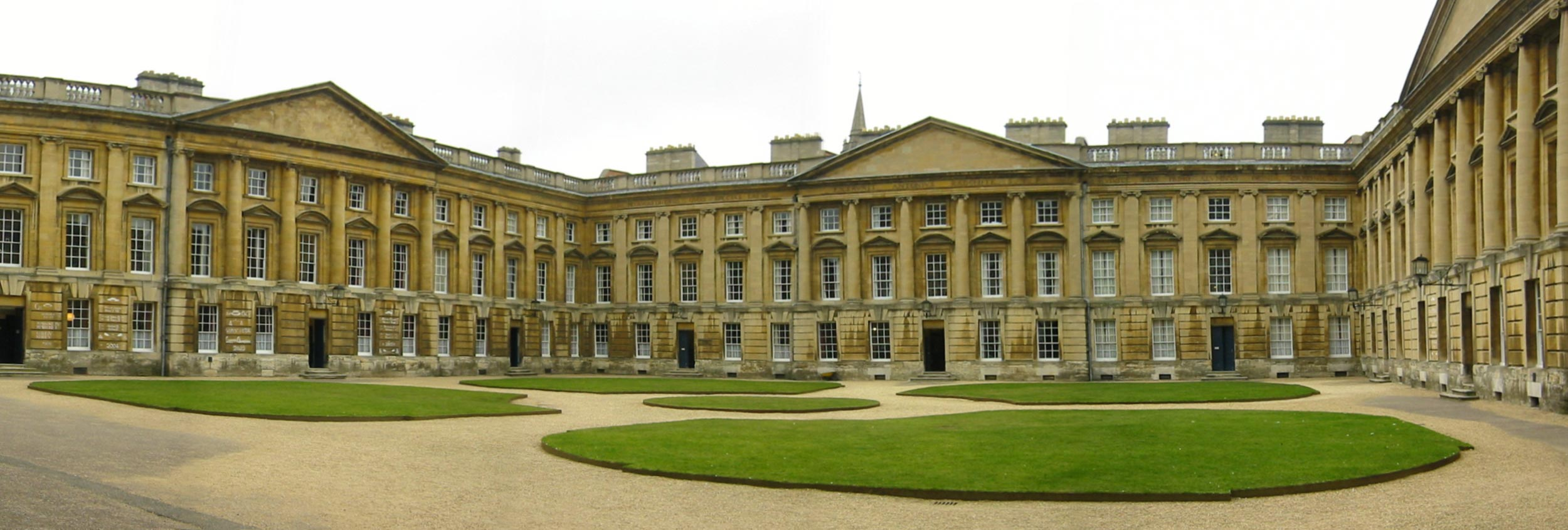
派克沃特方庭